# Бюжо, Тома Робер
Тома Робер Бюжо, маркиз де ла Пиконри, герцог Ислийский (фр. Thomas Robert Bugeaud, marquis de La Piconnerie, duc d'Isly; 15 октября 1784, Лимож — 10 июня 1849, Париж) — маршал Франции с 1843 года, генерал-губернатор Алжира.

## Биография
Тома Бюжо родился 15 октября 1784 года в городе Лиможе; был самым младшим из тринадцати детей аристократического семейства из Перигора. Из-за жестокого обращения он убежал из дома, с 1800 года жил в сельской местности и занимался земледелием.

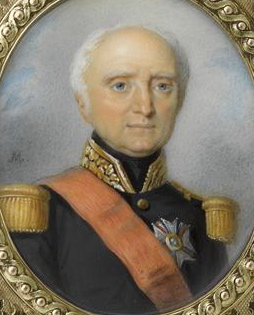
Мюре, Франсуа. Портрет маршала Францмм Тома Робера Бюжо, герцога Ислийского (В настоящее время находится в музее Конде)

В двадцать лет Бюжо поступил на военную службу рядовым императорской гвардии Наполеона Бонапарта. В 1805 году он участвовал в битве под Аустерлицем. В начале 1806 года Бюжо получил звание второго лейтенанта, в котором участвовал в битвах при Йене и Ауэрштедте и Прейсиш-Эйлау, в декабре 1806 года, после битвы при Пултуске был произведён в звание лейтенанта.
В 1808 году Бюжо был в рядах передовых французских сил, вошедших в Испанию. При второй осаде Сарагосы в 1809 году Бюжо получил звание капитана, а затем отличился под командованием маршала Сюше на востоке Испании и был произведён в майоры, получив под командование отдельный полк. После реставрации Бурбонов в 1815 году Бюжо было присвоено звание полковника, но вскоре он переметнулся на сторону Наполеона и во время его Ста дней служил под началом Сюше в Альпийской армии.
В следующие пятнадцать лет после падения Наполеона Бюжо занимался сельским хозяйством в своих владениях в Перигоре. Его военная карьера возобновилась после Июльской революции 1830 года.
В Палате представителей, куда он был избран от Экссидёя, он быстро приобрел особую репутацию благодаря своей эксцентричности и провокациям по отношению к членам оппозиции. В 1831 году Бюжо было присвоено звание лагерного маршала (эквивалент бригадного генерала). Вскоре он показал себя непримиримым противником демократии, преуспевшим в полицейской работе и подавлении мятежей. Во время парижского восстания 13 и 14 апреля 1834 года его солдаты, подавлявшие это восстание, на улице Транснонен убили двенадцать человек и ранили многих других, в том числе женщин, стариков и детей, не причастных к восстанию. Хотя он сам не принимал участия в резне, ненависть народа связла его имя с этой бойней и, несмотря на заявления об обратном, его будут упорно клеймить как «Обыватель Транснонен».

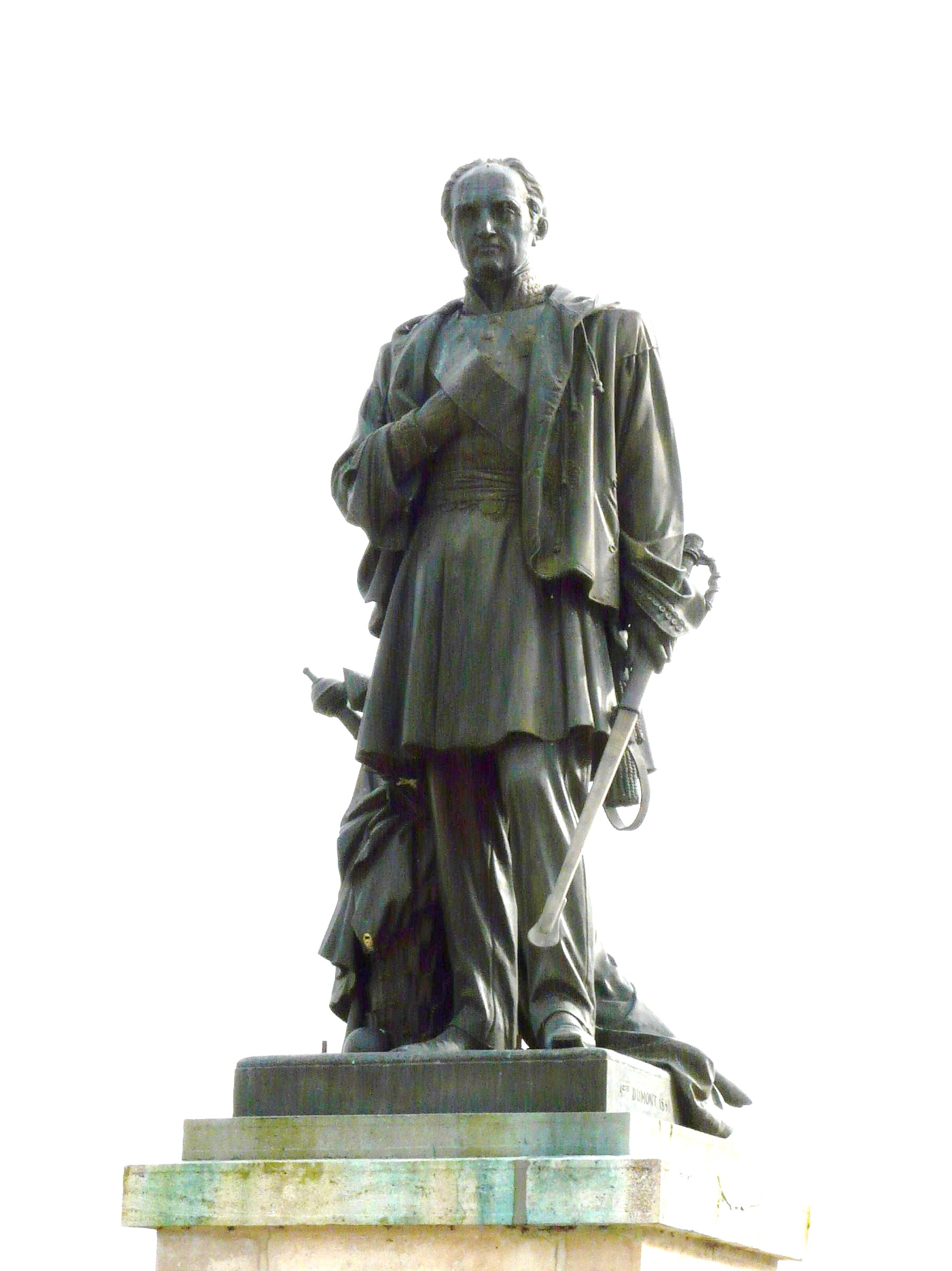
Памятник маршалу Бюжо в коммуне Эксидёй, департамент Дордонь

В 1836 году Бюжо возглавил военную кампанию против эмира Абд аль-Кадира в Алжире. После ряда побед (при Сиккаке 6 июля 1836 года) он вернулся во Францию, где получил звание генерал-лейтенанта и, 25 августа 1836 года, был награждён  большим офицерским крестом ордена Почётного легиона. Но в июне 1837 года, имея в Алжире изнурённую армию, был вынужден подписать с Абд аль-Кадиром в Тафте унизительный договор, по которому Франция признавала власть эмира в большей части Алжира. За этот договор на Бюжо обрушились с критикой французские парламентарии.
В 1840 году Бюжо был назначен генерал-губернатором Алжира и в начале 1841 года вновь возглавил кампанию против Абд аль-Кадира. Его стратегия летучих отрядов заставила войска эмира переходить с места на место, фактически лишив его опоры и вынудив искать убежища в Марокко. 9 апреля 1843 года Бюжо награждён большим крестом ордена Почётного легиона. 31 июля того же года стал маршалом Франции. 14 августа 1844 года во время франко-марроканской войны он одержал блестящую победу над марокканцами в битве при Исли, за которую получил титул герцога Ислийского. Продолжая бороться против повстанцев Абд аль-Кадира, посоветовал своим подчинённым использовать практику энфюмад, иначе «...соблюдение гуманитарных правил приведет к тому, что война в Африке рискует продлиться на неопределенный срок». В сентябре 1847 года Бюжо оставил командование в Алжире из-за разногласий с французским руководством в вопросах управления колонией. За время его управления Алжиром количество французских колонистов возросло с 17 до 100 тысяч.
Во время февральской революции 1848 года Бюжо находился в Париже. Маршалу предлагали составить конкуренцию Луи Наполеону в борьбе за президентский пост, но он отказался. В 1848—1849 годах он командовал альпийской армией.
Тома Робер Бюжо, маркиз де ла Пиконри, герцог Ислийский умер 10 июня 1849 года в городе Париже от холеры.